# Hardisleben
Hardisleben är en ortsteil i kommunen Buttstädt i Landkreis Sömmerda i förbundslandet Thüringen i Tyskland. Hardisleben var en kommun fram till den 1 januari 2019 när den uppgick i Buttstädt. Hardisleben hade 551 invånare 2018.